# Urocynchramus pylzowi
O Urocynchramus pylzowi é uma ave passeriforme das montanhas da China central-ocidental. A sua taxonomia foi incerta durante muito tempo, tendo em 2010 sido proposto que fosse considerado como o único membro da família Urocynchramidae, o que tinha sido originalmente proposto em 1918 pelo ornitologista Janusz von Domaniewski. Esta mudança foi adotada na sexta edição do guia The Clements Checklist of Birds of the World e pela lista do Congresso Ornitológico Internacional.